# Hieronymus Laub (präst)
Hieronymus Laub, född den 10 januari 1771, död den 20 augusti 1848, var en dansk präst. Han var sonson till Hieronymus Laub den äldre och gift med Louise Frederikke, född Zinck, dotter till Hardenack Otto Conrad Zinck. 
Laub, som genom många år var sognepræst i Frørup, var en mångsidigt utrustad natur. Han hade som ung levt ett rikt andligt liv med de mest framstående kulturpersonligheterna på sin tid, som en i den Rahbekska kretsen, och hade då med den senare biskopen J.P. Mynster knutit en innerlig vänskap, som höll sig genom hela deras liv; med alla sina åligganden och uppdrag sökte sig Mynster till honom, och det fanns inte någon, vars råd han värdesatte högre än den stilla lantprästens på Fyn. Denne förstod också att ta väl hand om sina barn, inte minst sonen Otto, som mottog en grundlig och omsorgsfull förberedelse från sin far, innan han 1821 kom till Roskilde skola.